# Орта-да-Віларіса
Орта-да-Віларіса (порт. Horta da Vilariça; МФА: [ˈoɾ.tɐ dɐ vi.ɫɐ.ˈɾi.sɐ]) — парафія в Португалії, у муніципалітеті Торре-де-Монкорву. Розташована в північно-східній частині країни, на теренах історичної португальської провінції Трансмонтана. Входить до складу округу Браганса. За адміністративним поділом, чинним до 1976 року, терени парафії були складовою провінції Трансмонтана і Верхнє Дору. Належить до Брагансько-Мірандської діоцезії Католицької церкви. Патрон — святий Севастіан. Площа — 16,4215 км². Населення — 310 ос. (2011). Слабо урбанізований регіон. Густота населення — 18,88 осіб/км²
. Код — 040909.

## Населення
| Кількість мешканців | Кількість мешканців | Кількість мешканців | Кількість мешканців | Кількість мешканців | Кількість мешканців | Кількість мешканців | Кількість мешканців | Кількість мешканців | Кількість мешканців | Кількість мешканців | Кількість мешканців | Кількість мешканців | Кількість мешканців | Кількість мешканців |
| ------------------- | ------------------- | ------------------- | ------------------- | ------------------- | ------------------- | ------------------- | ------------------- | ------------------- | ------------------- | ------------------- | ------------------- | ------------------- | ------------------- | ------------------- |
| 1864                | 1878                | 1890                | 1900                | 1911                | 1920                | 1930                | 1940                | 1950                | 1960                | 1970                | 1981                | 1991                | 2001                | 2011                |
| 492                 | 579                 | 539                 | 639                 | 668                 | 656                 | 747                 | 1 001               | 1 005               | 850                 | 609                 | 619                 | 520                 | 396                 | 310                 |